# Sándor Kasza
Sándor Kasza (Bácskossuthfalva, 1896 – Budapest, febbraio 1945) è stato un aviatore austro-ungarico, asso dell'aviazione austro-ungarica durante la prima guerra mondiale, con sei vittorie accreditate.

## Biografia
Alexander Kasza fu un brillante pilota acrobatico che prestò servizio sia come istruttore sia come pilota di aeroplani da caccia e da ricognizione durante la prima guerra mondiale. Venne insignito con due medaglie d'oro al valor militare Classe oro (Tapferkeitsmedaille), facendone uno dei soli 18 membri del Servizio Aereo dell'Impero austro-ungarico che ebbe l'onore di fregiarsene.
Ungherese di origine, nacque nel 1896 nella cittadina di Bácskossuthfalva. 
Nel 1915, si arruolò nell'esercito austro-ungarico, prestando inizialmente servizio nell'86º Reggimento di fanteria, dove fu assegnato come addetto ai palloni aerostatici nella Sezione Palloni di stanza a Fischamend, vicino a Vienna, nel settembre 1915.
Qui ricevette l'addestramento al pilotaggio. Completato l'addestramento, i suoi superiori decisero che il talento dimostrato sarebbe stato più utile nell'addestramento di altri piloti. Kasza quindi divenne istruttore di volo per il Flieger-Ersatztruppe (FLET).
Nell'agosto 1917, Kasza fu assegnato come pilota da caccia al neocostituito Flik 55J, di base ad Aidussina (tedesco Haidenschaft, sloveno Ajdovščina) sul fronte dell'Isonzo (oggi in territorio sloveno).
Sotto il comando del capitano Josef von Maier la Flik 55J (in cui volano assi come Kiss e Arigi) divenne ben presto una delle migliori squadriglie da caccia della LFT, e Kasza contribuì in maniera determinante ad accrescerne la fama, con le sue sei vittorie confermate, diventando uno dei sei assi della squadriglia.
Kasza ottenne la sua prima vittoria con la Flik 55J, il 15 novembre. Pilotando l'Albatros D.III (Oef) 153.19, attaccò un Savoia–Pomilio in missione di ricognizione a nord di Bassano, abbattendolo in fiamme.
Due giorni dopo, volando sempre con lo stesso Albatros, ingaggiò combattimento con un Nieuport, che cadde a nord di Valstagna.
Sei giorni dopo la seconda vittoria, Kasza ebbe ancora modo di confermare le sue qualità di cacciatore: pilotando l'Albatros D.III (Oef) 153.40 dopo un acceso combattimento aereo, abbatté un Nieuport nei pressi di Bassano-Rubbio. Questa vittoria, la terza, fu confermata sia dalle truppe a terra sia dalla testimonianza del tenente Egbert Lupfer (Leutnant in der Reserve), in volo con lui quel giorno.
La quarta vittoria di Kasza si concretizzò il 12 gennaio del 1918, quando in collaborazione con Josef Kiss e Georg Kenzian, suoi commilitoni nella Flik 55J, costrinsero all'atterraggio un Royal Aircraft Factory R.E.8 A4445 biposto del No. 42 Squadron RAF, nelle vicinanze di Casa Rigoni, a nord di Asiago.
Kasza divenne un asso il 22 maggio del 1918, quando fece precipitare il suo avversario, identificato come Sopwith monoposto, a sud della Cima Maora, venendogli accreditata la sua quinta vittoria.
Il 9 giugno fu il giorno dell'ultima vittoria.
A bordo di un Phonix D.IIa (422.14) si scontrò con un Bristol F.2 Fighter (serie C4700). Dopo aver ricevuto parecchi colpi al motore, il pilota del Bristol fu costretto a un atterraggio di fortuna, a est di Aqua Viva.
In luglio, Kasza fu assegnato come pilota di biposto alla Flik 15F presso la base di Levico. Il mese successivo, sempre come pilota di biposto fu assegnato alla Flik 11F, che operava dalla base di San Giustina. Fu con questa unità che terminò la sua attività bellica, con il sopraggiungere dell'armistizio.

## Il dopoguerra
Nel dopoguerra, a seguito della dissoluzione dell'Impero austro-ungarico, Kasza ebbe un ruolo nell'istituzione della Vörös Légjárócsapat, l'aeronautica militare ungherese del periodo. Morì con tutta la sua famiglia nel febbraio del 1945, a seguito del crollo della sua abitazione, situata ai piedi del Castello di Buda, durante il bombardamento del Castello, divenuto uno dei punti di forza delle truppe tedesco-ungheresi durante la battaglia di Budapest da parte dell'aviazione sovietica.

## Vittorie
Alexander Kasza ottenne complessivamente sei vittorie confermate.
| N. | Data             | Compagnia | Aereo                         | Contro                            | Località           |
| 1  | 15 novembre 1917 | Flik 55J  | Albatros (Oef) D.III (153.19) | Savoia-Pomilio                    | Bassano del Grappa |
| 2  | 17 novembre 1917 | Flik 55J  | Albatros (Oef) D.III (153.40) | Nieuport                          | Valstagna          |
| 3  | 23 novembre 1917 | Flik 55J  | Albatros (Oef) D.III (153.40) | Nieuport                          | Bassano del Grappa |
| 4  | 12 gennaio 1918  | Flik 55J  | Albatros (Oef) D.III (153.40) | Royal Aircraft Factory R.E.8      | Casa Rigoni        |
| 5  | 22 maggio 1918   | Flik 55J  | Albatros (Oef) D.III (153.40) | Sopwith                           | Cima Maora         |
| 6  | 9 giugno 1918    | Flik 55J  | Phönix D.IIa (422.14)         | Bristol F.2 Fighter (serie C4700) | Aqua Viva          |

## Insegne personali
Le insegne personali dell'Albatros pilotato da Kasza non sono note. 
Il suo Phonix D.IIa (422.14) dipinto interamente in uno schema verde oliva, portava dipinte sulla parte posteriore della fusoliera tre bande di colore bianco, in aggiunta a un cuore rosso dipinto su entrambi i lati della fusoliera, posteriormente, e nella sezione centrale dell'ala superiore. Il cuore rosso pare sia stato dipinto come gesto di lutto per la morte del suo caro amico e commilitone Josef Kiss.